# EuroFloorball Cup-kvalifikation 2008 for damer
 Ikke at forveksle med EuroFloorball Cup-finale 2008 for damer.
EuroFloorball Cup-kvalifikation 2008 for damer vil finde sted i perioden fra den 14. august til den 31. august 2008 i tre forskellige værtslande. Vinderen af hver gruppe avancerer til EuroFloorball Cup-finale 2008 for damer, hvor de har chancen for at vinde EuropaFloorball Cuppen for 2008. Alt i alt vil 15 hold deltage i kvalifikationen – alle fra forskellige lande.
EuroFloorball Cup 2008 markerer det andet år, hvor turneringen har været spillet under dette navn (tidligere European Cup). Turneringen vil desuden markere dens 16. år.
IFF besluttede, at turneringen skulle spilles i dens originale format og dermed finde sted i et kalenderår i stedet for to.

## Kvalifikationsformat
Eftersom top 4-landene fra EuroFloorball Cup 2007-08 var fra Sverige, Finland, Schweiz og Tjekkiet er topholdet fra hvert af de lande automatisk kvalificeret, så vel som den regerende mester. 5 hold vil altså automatisk være kvalificeret.
Eftersom 5 ud af 8 pladser er fyldt skal de andre tre bestemmes ved regionale kvalifikationer. I Gruppe C spiller de andet bedste hold fra Sverige, Finland, Schweiz og Tjekkiet om en plads i finalen. I EuroFloorball Cup 2007-08 kvalificerede både nr. 1 og 2 i Sverige sig til turneringen og derfor består gruppe C kun af 3 hold i stedet for 4. I Gruppe A og Gruppe B er holdene inddelt i regioner: Vesteuropa og Østeuropa. Det vindende hold i hver gruppe avancerer til finalen, hvorved alle 8 hold er fundet.
For at være berettiget til at deltage i EuroFloorball Cup 2008 skal holdene have fået mesterskabstitlen i deres respektive lande. Hvis ikke mestrene registrerer sig kan nummer to stille op og så videre.

## Kvalifikationsrunder
Gruppe A-kvalifikationerne for det vestlige Europa finder sted i Frederikshavn, Danmark fra 14. august til 16. august 2008.

Gruppe B-kvalifikationerne for det østlige Europa finder sted i Bratislava, Slovakiet fra 27. august til 31. august 2008.
Gruppe C-kvalifikationerne finder sted i Helsinki, Finland fra 22. august til 24. august 2008.

## Frederikshavn,Danmark

### Gruppe A
| Hold        | K | V | U | T | MF | MI | F   | Point |
| ----------- | - | - | - | - | -- | -- | --- | ----- |
| FC Outlaws  | 4 | 2 | 2 | 0 | 19 | 8  | +11 | 6     |
| CUF Leganes | 4 | 2 | 2 | 0 | 14 | 9  | +5  | 6     |
| HDM         | 4 | 0 | 0 | 4 | 5  | 21 | -16 | 0     |

| 14. august 2008 10.00 |

| CUF Leganes                                                          | 3:1 | HDM                     |
| -------------------------------------------------------------------- | --- | ----------------------- |
| Laura Martinez – 08.05 Laura Martinez – 18.48 Laura Martinez – 56.40 |     | 36.13 – Marieke Thielen |

| Arena Nord |

| 20.00 |

| FC Outlaws                                    | 2:2 | CUF Leganes                                            |
| --------------------------------------------- | --- | ------------------------------------------------------ |
| Line Lauridsen – 09.03 Line Lauridsen – 11.04 |     | 22.27 – Nicole Baldemark 32.50 – Marta Lopez Fernandez |

| Arena Nord |

| 15. august 2008 10.00 |

| HDM                                               | 2:7 | FC Outlaws |
| ------------------------------------------------- | --- | --- |
| Flor Thijssens – 24.32 Geertje van Ruiten – 26.17 |     | 09.15 – Stine Jensen 19.20 – Karina Madsen 26.51 – Sara Westberg 27.28 – Annika Bengtsson 41.20 – Karina Madsen 50.38 – Karina Madsen 51.34 – Stine Jensen |

| Arena Nord |

| 20.00 |

| HDM                                           | 2:5 | CUF Leganes |
| --------------------------------------------- | --- | --- |
| Flor Thijssens – 43.39 Flor Thijssens – 51.32 |     | 10.40 – Alexandra Lunar Perez 34.10 – Maria Gomez Contrera 41.03 – Elena Granel Roy 47.07 – Carina Emanuelsson 58.58 – Nicole Baldemark |

| Arena Nord |

| 16. august 2008 10.00 |

| CUF Leganes                                                                                                | 4:4 | FC Outlaws                                                                                            |
| --- | --- | --- |
| Laura Martinez – 12.19 Carina Emanuelsson – 22.43 Carina Emanuelsson – 29.46 Alexandra Lunar Perez – 34.26 |     | 04.33 – Henriette Strandby 34.49 – Annika Bengtsson 35.57 – Annika Bengtsson 41.32 – Annika Bengtsson |

| Arena Nord |

| 20.00 |

| FC Outlaws | 6:0 | HDM |
| --- | --- | --- |
| Henriette Strandby – 16.26 Line Lauridsen – 17.31 Stine Jensen – 26.46 Agata Plechan – 45.17 Agata Plechan – 46.35 Karina Madsen – 59.32 |     |     |

| Arena Nord |

## Bratislava,Slovakiet

### Gruppe B

#### Conference A
| Hold            | K | V | U | T | M  | M  | P |
| --------------- | - | - | - | - | -- | -- | - |
| Rubene          | 2 | 2 | 0 | 0 | 14 | 1  | 4 |
| SK Saku Fortuna | 2 | 0 | 1 | 1 | 5  | 7  | 1 |
| Szolnok FC      | 2 | 0 | 1 | 1 | 6  | 17 | 1 |

| 27. august |

| Szolnok FC | 5:5 | SK Saku Fortuna |
| ---------- | --- | --------------- |
|            |     |                 |

| Jégého Arena |

| 28. august |

| SK Saku Fortuna | 0:2 | Rubene |
| --------------- | --- | ------ |
|                 |     |        |

| Jégého Arena |

| 29. august 2008 |

| Rubene | 12:1 | Szolnok FC |
| ------ | ---- | ---------- |
|        |      |            |

| Jégého Arena |

#### Conference B
| Hold            | K | V | U | T | M  | M  | P |
| --------------- | - | - | - | - | -- | -- | - |
| Nizhny Novgorod | 3 | 2 | 0 | 1 | 22 | 8  | 4 |
| UKS Absolwent   | 3 | 2 | 0 | 1 | 21 | 14 | 4 |
| Dragons Ruzinov | 3 | 2 | 0 | 1 | 16 | 15 | 4 |
| Wiener FV       | 3 | 0 | 0 | 3 | 13 | 35 | 0 |

| 27. august 2008 |

| Wiener FV | 5:13 | UKS Absolwent |
| --------- | ---- | ------------- |
|           |      |               |

| Jégého Arena |

|  |

| Nizhny Novgorod | 3:4 | Dragons Ruzinov |
| --------------- | --- | --------------- |
|                 |     |                 |

| Jégého Arena |

| 28. august 2008 |

| Wiener FV | 2:12 | Nizhny Novgorod |
| --------- | ---- | --------------- |
|           |      |                 |

| Jégého Arena |

|  |

| UKS Absolwent | 6:2 | Dragons Ruzinov |
| ------------- | --- | --------------- |
|               |     |                 |

| Jégého Arena |

| 29. august 2008 |

| UKS Absolwent | 2:7 | Nizhny Novgorod |
| ------------- | --- | --------------- |
|               |     |                 |

| Jégého Arena |

|  |

| Dragons Ruzinov | 10:6 | Wiener FV |
| --------------- | ---- | --------- |
|                 |      |           |

| Jégého Arena |

#### Playoff
|  | Semifinaler | Semifinaler     | Semifinaler     |   |    | Finale | Finale | Finale |
|  |             |                 |                 |   |    |        |        |        |
|  | A1          | Rubene          | 14              |   |    |        |        |        |
|  | B2          | UKS Absolwent   | 4               |   |    |        |        |        |
|  |             |                 |                 |   | A1 | Rubene | 10     |        |
|  |             | B1              | Nizhny Novgorod | 2 |    |        |        |        |
|  | B1          | Nizhny Novgorod | 8               |   |    |        |        |        |
|  | A2          | SK Saku Fortuna | 2               |   |    |        |        |        |

##### Semifinaler
| 30. august 2008 |

| Rubene | 14:4 | UKS Absolwent |
| ------ | ---- | ------------- |
|        |      |               |

| Jégého Arena |

|  |

| Nizhny Novgorod | 8:2 | SK Saku Fortuna |
| --------------- | --- | --------------- |
|                 |     |                 |

| Jégého Arena |

##### Mesterskabskamp
| 31. august 2008 |

| Rubene | 10:2 | Nizhny Novgorod |
| ------ | ---- | --------------- |
|        |      |                 |

| FTVS Arena |

#### Placeringskampe

##### 5. plads-kamp
| 30. august 2008 |

| Szolnok FC | 8:5 | Dragons Ruzinov |
| ---------- | --- | --------------- |
|            |     |                 |

| Jégého Arena |

## Porvoo,Finland

### Gruppe C
| Hold          | K | V | U | T | M  | M  | P |
| ------------- | - | - | - | - | -- | -- | - |
| Balrog IK     | 3 | 2 | 1 | 0 | 13 | 3  | 5 |
| PSS Porvoo    | 3 | 1 | 2 | 0 | 14 | 7  | 4 |
| Piranha Chur  | 3 | 1 | 1 | 1 | 12 | 12 | 3 |
| FBS Bohemians | 3 | 0 | 0 | 3 | 4  | 21 | 0 |

| 22. august 2008 |

| Piranha Chur | 1:5 | Balrog IK |
| ------------ | --- | --------- |
|              |     |           |

| TBA |

|  |

| PSS Porvoo | 8:1 | FBS Bohemians |
| ---------- | --- | ------------- |
|            |     |               |

| TBA |

| 23. august 2008 |

| FBS Bohemians | 1:7 | Balrog IK |
| ------------- | --- | --------- |
|               |     |           |

| TBA |

|  |

| PSS Porvoo | 5:5 | Piranha Chur |
| ---------- | --- | ------------ |
|            |     |              |

| TBA |

| 24. august 2008 |

| FBS Bohemians | 2:6 | Piranha Chur |
| ------------- | --- | ------------ |
|               |     |              |

| TBA |

|  |

| Balrog IK | 1:1 | PSS Porvoo |
| --------- | --- | ---------- |
|           |     |            |

| TBA |